# Coup Turc
De Coup Turc is een van de mooiste slagprincipes die het damspel kent, volgens vele dammers. Het maakt gebruik van een speciale regel, namelijk dat de dam moet stoppen voor een eerder geslagen schijf. Het ontstaan van de naam Coup Turc is niet helemaal duidelijk. De een zegt dat het uit Turkije komt, de ander zegt dat het een bekende dammer betrof   
die de achternaam "Turc" droeg.

## Werking
- 1. 26-21 17x46
- 2. 28x19 46x14
- 3. 29-23 14x29 (Het kenmerkende voor de Coup Turc)
- 4. 33x31